# تتبيل

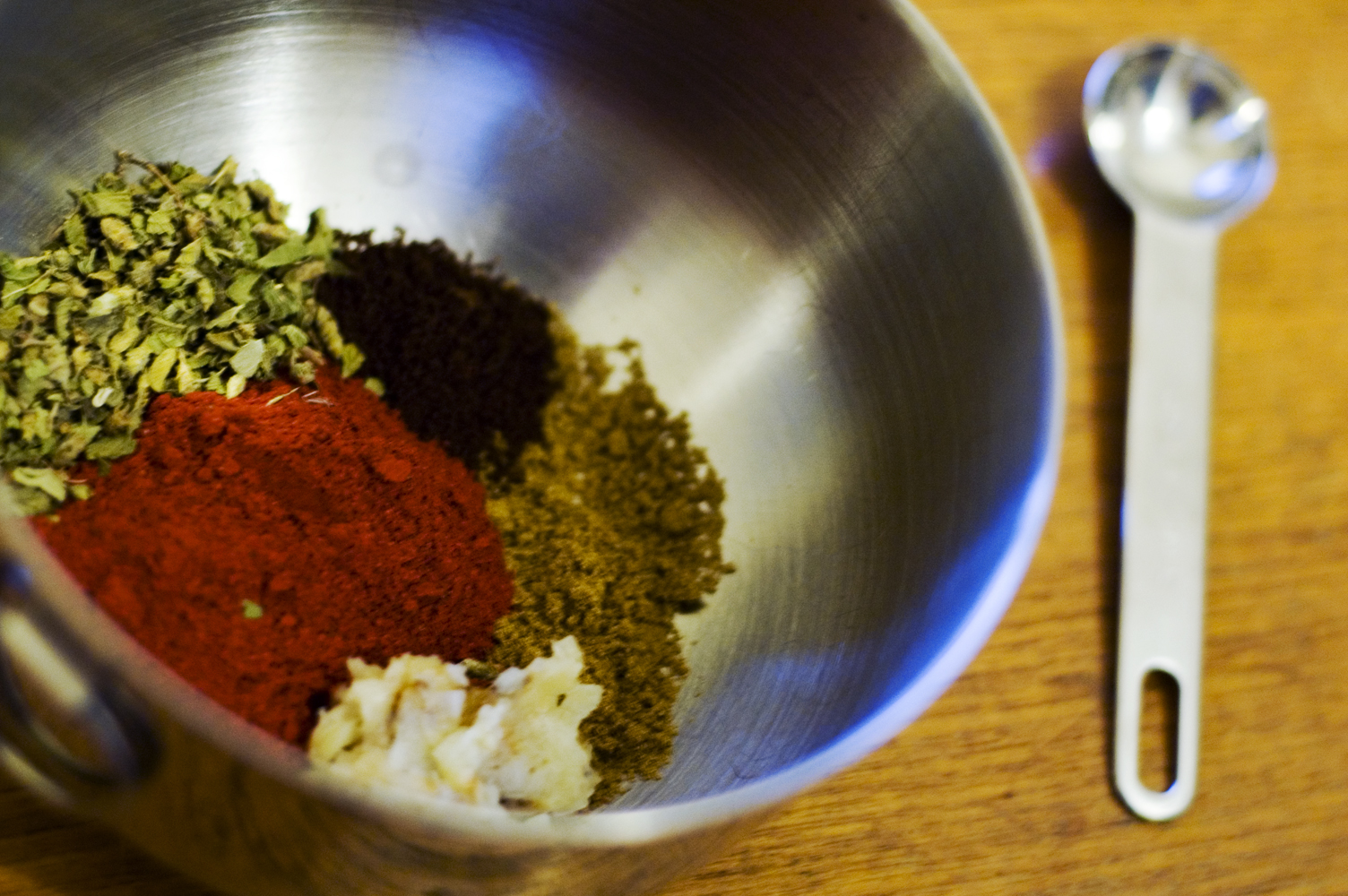
مكونات معجون أشيوت: أناتو مطحون وأوريجانو وكمون مطحون وقرنفل مطحون

التتبيل أو التبهير هو عملية نقل نكهة، أو تحسين نكهة، الغذاء.

## المعنى العام
تشمل التوابل الأعشاب والبهارات، اللذين يُشار إليهما في حد ذاتهما كثيرًا باسم «توابل».[بحاجة لمصدر] ومع ذلك، يقول كتاب لاروس جاسترونوميك (Larousse Gastronomique) أن «تتبيل الطعام وتنكيهه ليس هو الشيء نفسه»، مُصرًا على أن التتبيل يشمل كمية كبيرة أو صغيرة من الملح تُضاف إلى الطعام المُعد. ويمكن استخدام الملح لاستخلاص الماء أو لزيادة النكهة الطبيعية للمواد الغذائية مما يجعلها أغنى طعمًا أو أكثر شهية، اعتمادًا على الطبق. وهذا النوع من الأساليب هو أقرب إلى التمليح. على سبيل المثال، يُفرك ملح كوشير (هو ملح خشن الحبيبات) في الدجاج ولحم الضأن ولحم البقر لتطرية اللحم وتحسين النكهة. كما تنقل التوابل الأخرى مثل الفلفل الأسود والريحان بعضًا من نكهتها إلى الغذاء. وقد يجمع الطبق المُعد جيدًا بين التوابل التي تكمل بعضها البعض.
وبالإضافة إلى اختيار الأعشاب والتوابل، يؤثر توقيت إضافة النكهات على الغذاء الذي يتم طهيه.
وفي بعض الثقافات، قد يتم تتبيل اللحم عن طريق سكب الصلصة على الطبق على المائدة. وتوجد طرق متنوعة من التتبيل في الثقافات المختلفة.

## نقع الزيوت
تُستخدم أيضًا الزيوت المنقوعة في التتبيل. وهناك طريقتان للقيام بالنقع - وهما النقع الساخن والنقع البارد. يوفر زيت الزيتون أساس نقع جيدًا لبعض الأعشاب، ولكنه يميل إلى الزنخ بسرعة أكبر من الزيوت الأخرى. كما ينبغي حفظ الزيوت المنقوعة مبرّدة.

## اسكوفير
في كتابه دليل الطهي، قسّم  أوغست اسكوفير التوابل والبهارات إلى المجموعات التالية:

### البهارات

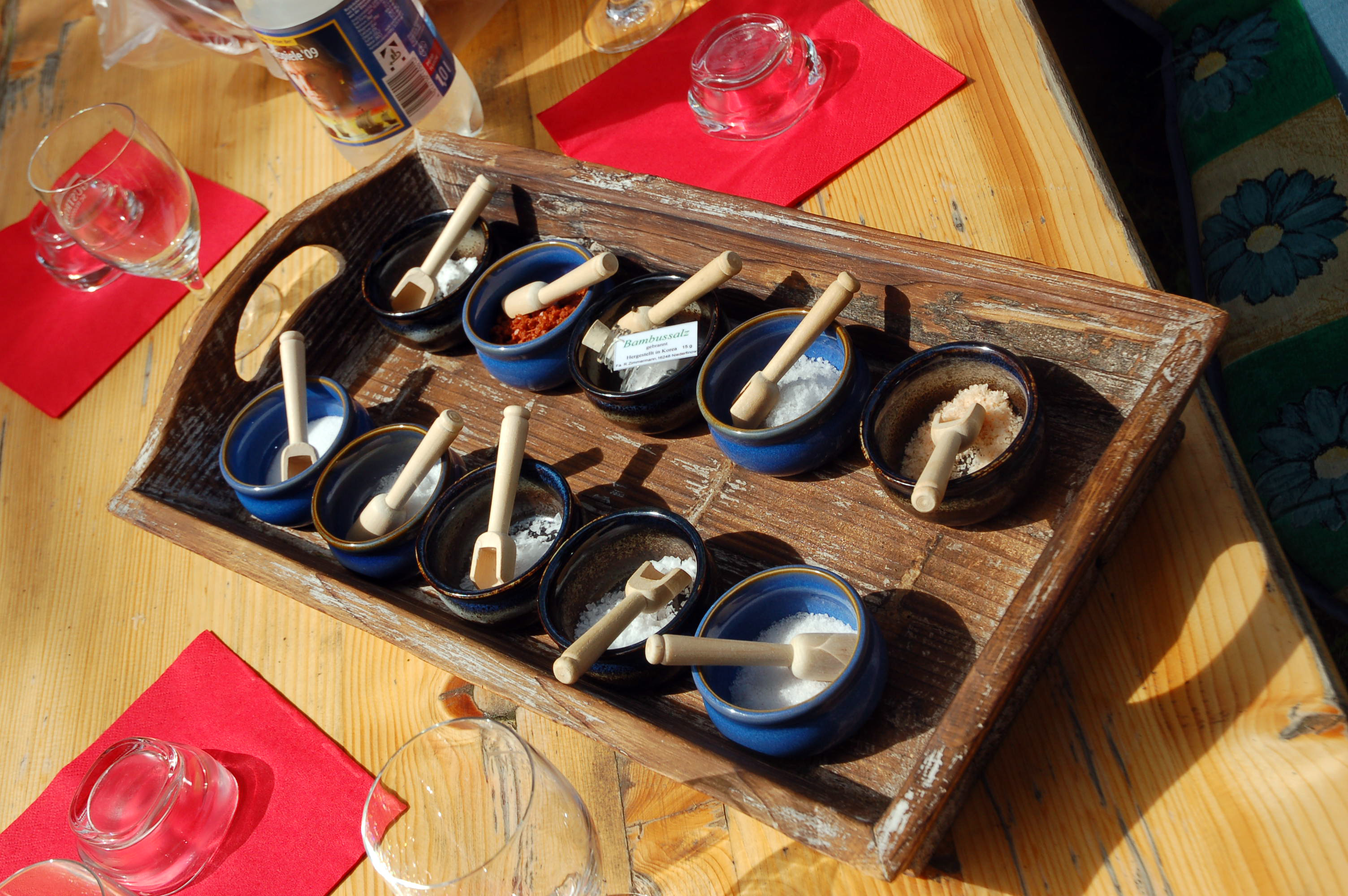

1. التوابل الملحية—ملح الطعام وملح متبل ونترات البوتاسيوم.
2. التوابل الحامضة—الخل (خلّات الصوديوم)، أو نفس النكهة مع الطرخوم وفيرجوس وعصير الليمون والبرتقال.
3. التوابل الحارة—الفلفل الأسود سواء المطحون أو المفروم فرمًا خشنًا، أو الفلفل الخزامي والفلفل الحلو والكاري والفليفلة الحارة ومزيج توابل الفلفل.
4. التوابل السكرية—السكر وعسل النحل.

### التوابل

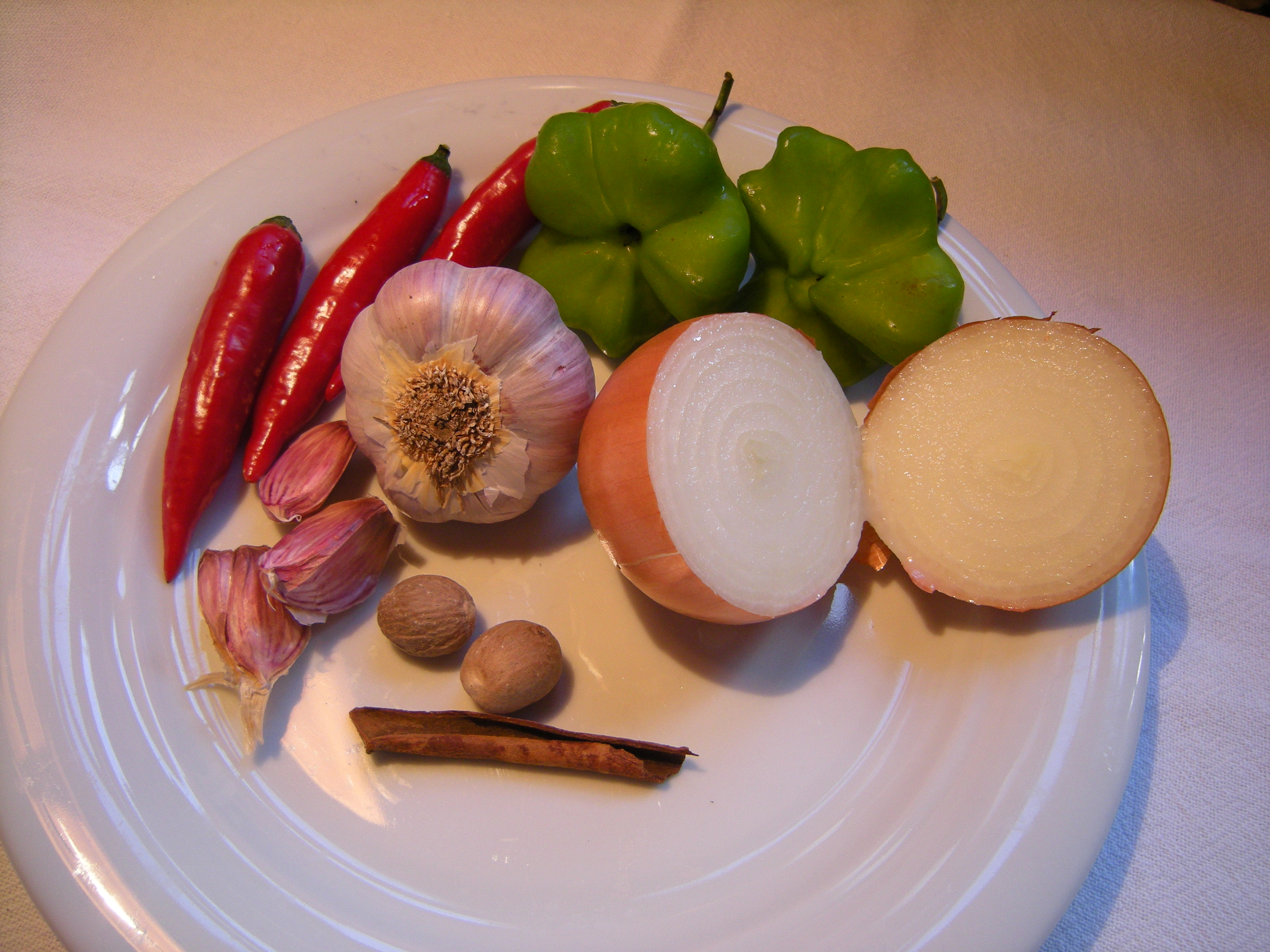

1. الأطعمة اللاذعة—البصل والكراث والثوم والقرط وفجل الخيل الريفي.
2. التوابل الحارة—الخردل والخيار الصغير ونبات الكبر والصلصات الإنجليزية مثل ورسيسترشير وصلصة التوابل الخضراء من بارون وهارفي والكاتشب وغيرها والصلصات الأمريكية مثل الفلفل الحار وصلصة تاباسكو وصلصة ستيك آيه-وان (A-1) وغيرها؛ والعصير المستخدم في عمليات الاختزال والطهو ببطء؛ وعناصر الانتهاء من الصلصات والحساء.
3. المواد الدهنية—معظم دهون الحيوانات والزبد والشحوم النباتية (زيوت الطعام والسمن النباتي).